# Georg Ernst von Holtzendorff

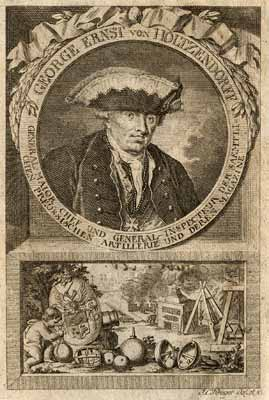
Georg Ernst von Holtzendorff

Georg Ernst Holtzendorff, ab 1767 von Holtzendorff, (* 14. Februar 1714 in Calbe; † 10. Dezember 1785 in Berlin) war ein preußischer Offizier, zuletzt Generalmajor sowie Generalinspekteur der Artillerie und Artillerieschulen. Er war der Begründer einer briefadeligen Familie und nicht verwandt mit der uckermärkischen Uradelsfamilie von Holtzendorff.

## Leben
Georg Ernst war der Sohn des Generalchirurgen der Preußischen Armee und Leibchirurgen des Königs Ernst Konrad Holtzendorff und dessen Ehefrau Barbara Cecillie, geborene von Senneville († 1727).
Holtzendorff besuchte von 1723 bis 1730 das Joachimsthalsche Gymnasium. Obwohl von seinem Vater als Arzt vorgesehen, trat er 1730 als Bombardier in das Feldartilleriekorps ein. Am 19. November 1741 wurde er Secondeleutnant und 1746 Premierleutnant. 1747 ging er zum Freikorps von Sachsen und kämpfte unter dem Marschall von Sachsen in den Niederlanden für die Franzosen. Nach seiner Rückkehr verfasste er einen ausführlichen Bericht für den König.
1755 wurde er Stabskapitän im I. Bataillon. Am 20. Juni 1758 folgte seine Beförderung zum Kapitän sowie die Ernennung zum Kompaniechef. Für seine Verdienste wurde Holtzendorff am 21. Januar 1767 in den erblichen preußischen Adelsstand erhoben. Als Oberstleutnant erhielt er am 4. März 1770 das Kommando über das 1. Artillerieregiment.
1771 wurde er Oberst. 1779 wurde er vom König zum Generalmajor, Chef und Generalinspekteur der gesamten Artillerie und deren Magazine befördert. Zudem unterstanden ihm auch die Artillerieschulen (Écoles d’Artillerie).
Während seines langen Dienstes war Holtzendorff an neun Schlachten (1741 Mollwitz, 1745 Hohenfriedberg, 1745 Soor, 1747 Laffeld in Brabant, 1758 Zorndorf, 1758 Hochkirch, 1760 Liegnitz, Brukerdorf und der Beschießung von Neisse) sowie acht Belagerungen beteiligt (Brieg, Neisse, Prag (zweimal), Bergen-op-Zoom, Olmütz, Dresden und Schweidnitz).
Er erwarb sich ferner 1756 in der Schlacht bei Lobositz den Orden Pour le Mérite und wurde 1757 in der Schlacht bei Leuthen an der linken Lende verwundet.

## Familie
Holtzendorff war mit Louise Dorothea, geborene Roeber (1727–1779) verheiratet. Das Paar hatte vier Kinder:
- Sophie Ernestine (1752–1779)
- Georg Friedrich (1754–1793), preußischer Stabskapitän der Artillerie ⚭ Rudolphine Wilhelmine von Lütke (Tochter Rosalie heiratet 1816 den späteren Kriegsminister und General der Infanterie Gustav von Rauch)
- Marie Henriette (1755–1757)
- Karl Friedrich (1764–1828), preußischer Generalleutnant, Ritter des Pour le Merite sowie Generalinspekteur des Militärerziehungs- und Bildungswesens ⚭ Charlotte Leopoldine Wilhelmine von Boyen (1769–1848)